# Fritschova stezka
Fritschova stezka je turistická stezka v Jihočeském kraji pojmenovaná na počest Ing. Emanuela Fritsche, vrchního technického rady Československých státních drah a tehdejšího předsedy KČST Šumava a předsedy KČST České Budějovice. Nyní je úsekem červeně značené turistické stezky číslo 0121.
Celá stezka se skládá ze tří části, které byly budovány postupně. Jako první byl v letech 1933-1935 vystřílen nejtěžší, 4 km dlouhý, úsek z Boršova nad Vltavou do Jamného. Dne 3. listopadu 1936 byl zpřístupněn 7 km dlouhý úsek z Jamného k Dívčímu Kameni. Poslední úsek, také dlouhý 7 km, byl zprovozněn v roce 1938 a končí ve Zlaté Koruně. Dne 18. září 2010 byla obnovena pamětní deska, připomínající vybudování stezky.